# Salvin-lármáskuvik
A Salvin-lármáskuvik (Megascops ingens) a madarak (Aves) osztályának bagolyalakúak (Strigiformes) rendjéhez, ezen belül a bagolyfélék (Strigidae) családjához tartozó faj.

## Rendszerezése
A fajt Osbert Salvin angol ornitológus írta le 1897-ben, a Scops nembe Scops ingens néven. Sorolták az Otus nembe Otus ingens néven is. Magyar nevét leírójáról Salvinról kapta.

## Előfordulása
Az Andokban, Bolívia, Ecuador, Kolumbia, Peru és Venezuela területén honos. Természetes élőhelyei a szubtrópusi és trópusi hegyi esőerdők. Állandó, nem vonuló faj.

## Megjelenése
Testhossza 28 centiméter, testtömege 134-223 gramm.

## Természetvédelmi helyzete
Az elterjedési területe nagyon nagy, egyedszáma ugyan csökken, de még nem éri el a kritikus szintet. A Természetvédelmi Világszövetség Vörös listáján nem fenyegetett fajként szerepel.